# 叶卡捷琳娜·哈尔琴科
叶卡捷琳娜·弗拉基米罗芙娜·哈尔琴科（羅馬化：Yekaterina Vladimirovna Kharchenko；1977年8月11日—）是俄罗斯政治人物，第八届国家杜马代表。2021年，她获得经济学理学全博士学位。
她在库尔斯克理工学院开始了自己的职业生涯，担任研究生、讲师，后来担任高级讲师。她还曾担任经济与管理学院院长。2016年至2019年，她担任库尔斯克地区教育和科学委员会主席。2019年，她被任命为库尔斯克州负责内务的副州长。2020至2021年，她担任库尔斯克州农业学院的领导人。她于2021年9月卸任，成为第八届国家杜马代表。

## 制裁
哈尔琴科于2022年因俄乌战争而受到英国政府制裁。